# Cogolin
Cogolin (Cougoulin) là một xã thuộc tỉnh Var trong vùng Provence-Alpes-Côte d'Azur; giữa Saint-Tropez và Sainte-Maxime. Xã này có 11.066 dân (2006), diện tích 27,93 km2.